# François-Paul Alibert

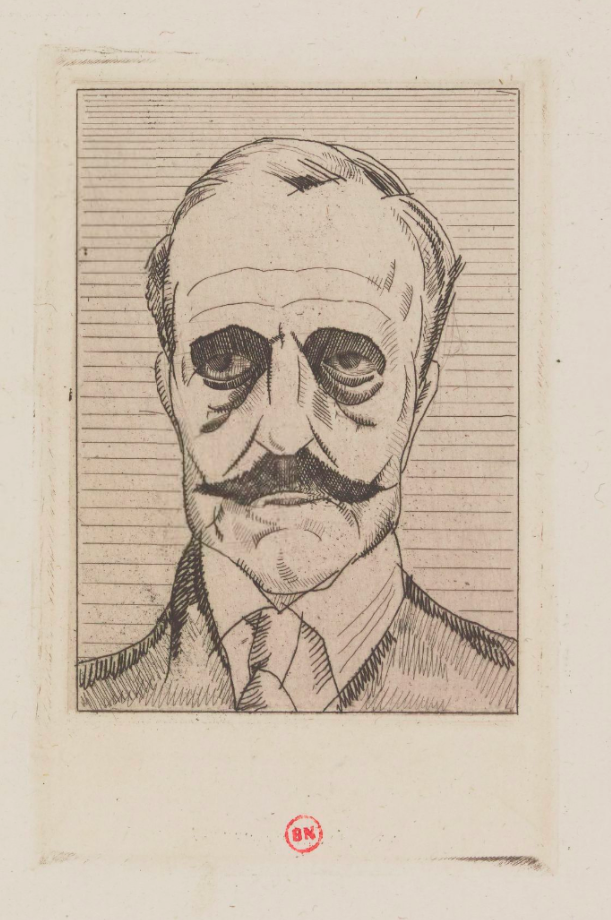
François-Paul Alibert von Jean Émile Laboureur

François-Paul Alibert (* 16. März 1873 in Carcassonne; † 23. Juni 1953 ebenda) war ein französischer Schriftsteller.

## Leben  und Werk
François-Paul Alibert studierte alte Sprachen in Toulouse und wurde städtischer Beamter in Carcassonne. Im Ersten Weltkrieg kämpfte er im Nahen Osten. Ab 1907 veröffentlichte er neo-klassizistische Dichtung nach dem Vorbild von Jean Moréas, ab 1921 auch mythologische Dramen. Joë Bousquet und Paul Valéry sowie André Gide gehörten zu seinen Freunden. Er war ein Verehrer von Charles Maurras.

## Werke (Auswahl)

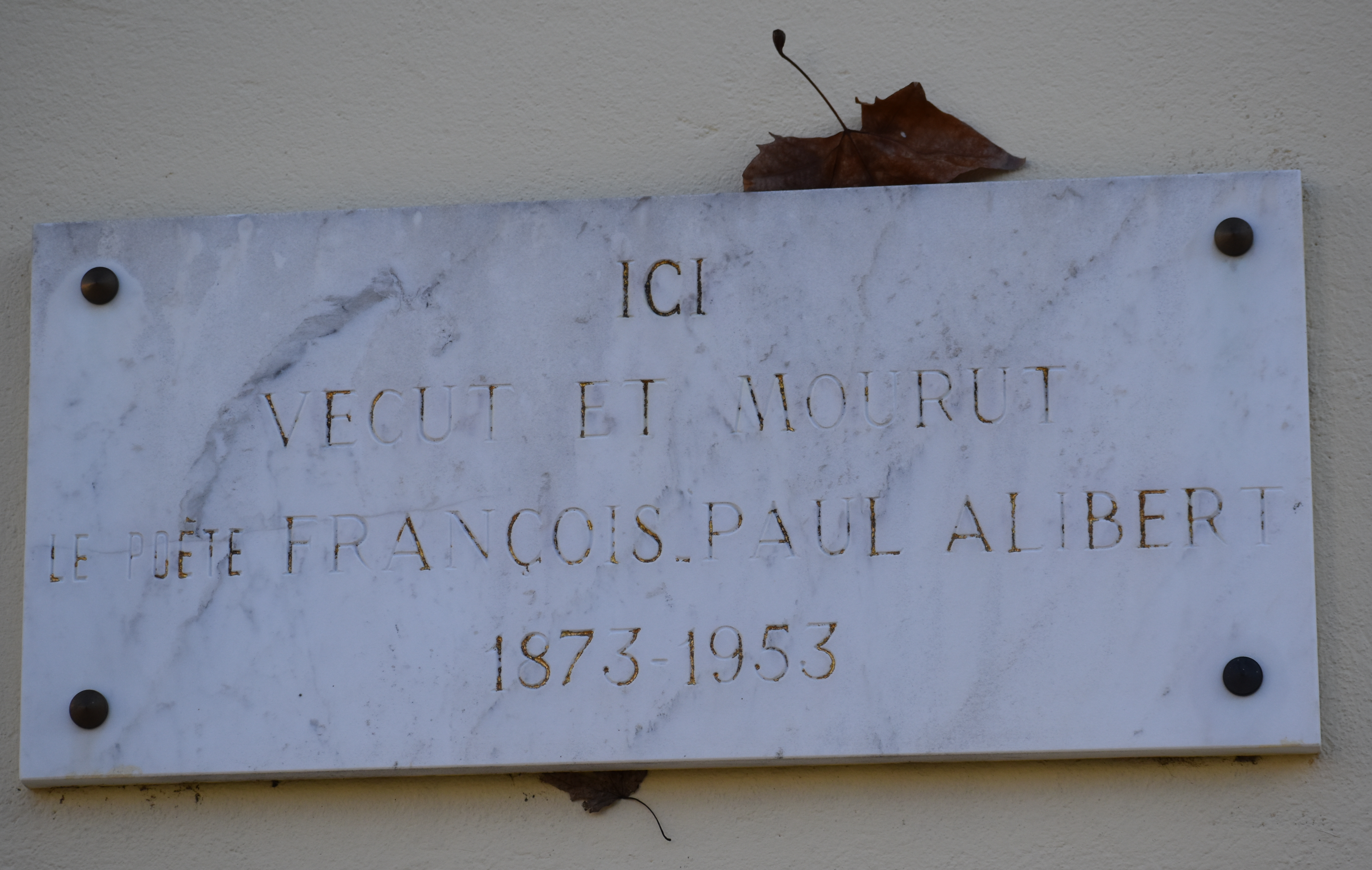
Gedenktafel in Carcassonne

- Les plus beaux poèmes de François-Paul Alibert. A. Gally, Carcassonne 1929. (Vorwort von André Thérive)
- En marge d’André Gide. Paris 1930. (Ausdruck der Verehrung)
- Pierre Puget. Rieder, Paris 1930.
- Le supplice d’une queue. 1931, 1991, 2002. (homoerotisch)
- Epigrammes. Garnier, Paris 1932.
- En Italie avec André Gide. Impressions d’Italie, 1913, voyage avec Gide, Ghéon et Rouart. Hrsg. Daniel Moutote. Presses universitaires de Lyon, Lyon 1983. (Eugène Rouart 1872–1936)
- Le fils de Loth. La Musardine, Paris 2002. (mit Einführung von Emmanuel Pierrat und Vorwort von Didier Eribon)